# Louis Armand (métro de Marseille)
Pour les articles homonymes, voir Armand et Louis Armand.
Située sur le boulevard Louis-Armand dans le 12e arrondissement de Marseille, la station Louis Armand est l'une des quatre stations inaugurées le 5 mai 2010 sur le prolongement de la ligne 1 du métro de Marseille.
L'emplacement de cette station est choisi en raison de la présence de nombreux logements HLM, du collège Darius Milhaud et d'équipements sportifs.

## La station
L'unique entrée de la station s'ouvre en surface par une large rotonde aux formes futuristes et la descente s'engage dans un vaste tube d'aluminium. En sous-sol, la station est très vaste et lumineuse (grâce à la pierre blanche employée).
Elle est entièrement accessible aux personnes à mobilité réduite (PMR).
La station est construite sur deux niveaux. Au niveau de surface, on trouve l'entrée, l'accès aux ascenseurs, les distributeurs de tickets et la zone de validation des billets (équipée de portillons anti-fraude) puis les accès aux quais. Au niveau souterrain, deux quais opposés encadrent la double-voie centrale.
Un parc relais de 91 places est accessible gratuitement aux usagers du métro (il faut toutefois posséder la carte sans contact lacarte).

## Correspondances RTM
Arrêt Métro Louis Armand
- Ligne    en direction du Metro La Fourragère

Arrêt Alpes Léman
- Ligne    en direction de La Blancarde ou du Métro Chartreux (cheminement piéton depuis l'impasse du Léman)

## À proximité
- Piscine municipale Haïti
- Jardin Félicien David
- Collège Darius Milhaud
- Office Notarial

## Services
- Service assuré du lundi au dimanche de 5h à 1h.
- Distributeurs de titres: possibilité de régler par billets, pièces, carte bancaire.
- Parking relais accessible du lundi au dimanche de 4h30 à 20h, d'une capacité de 91 places.

## Galerie

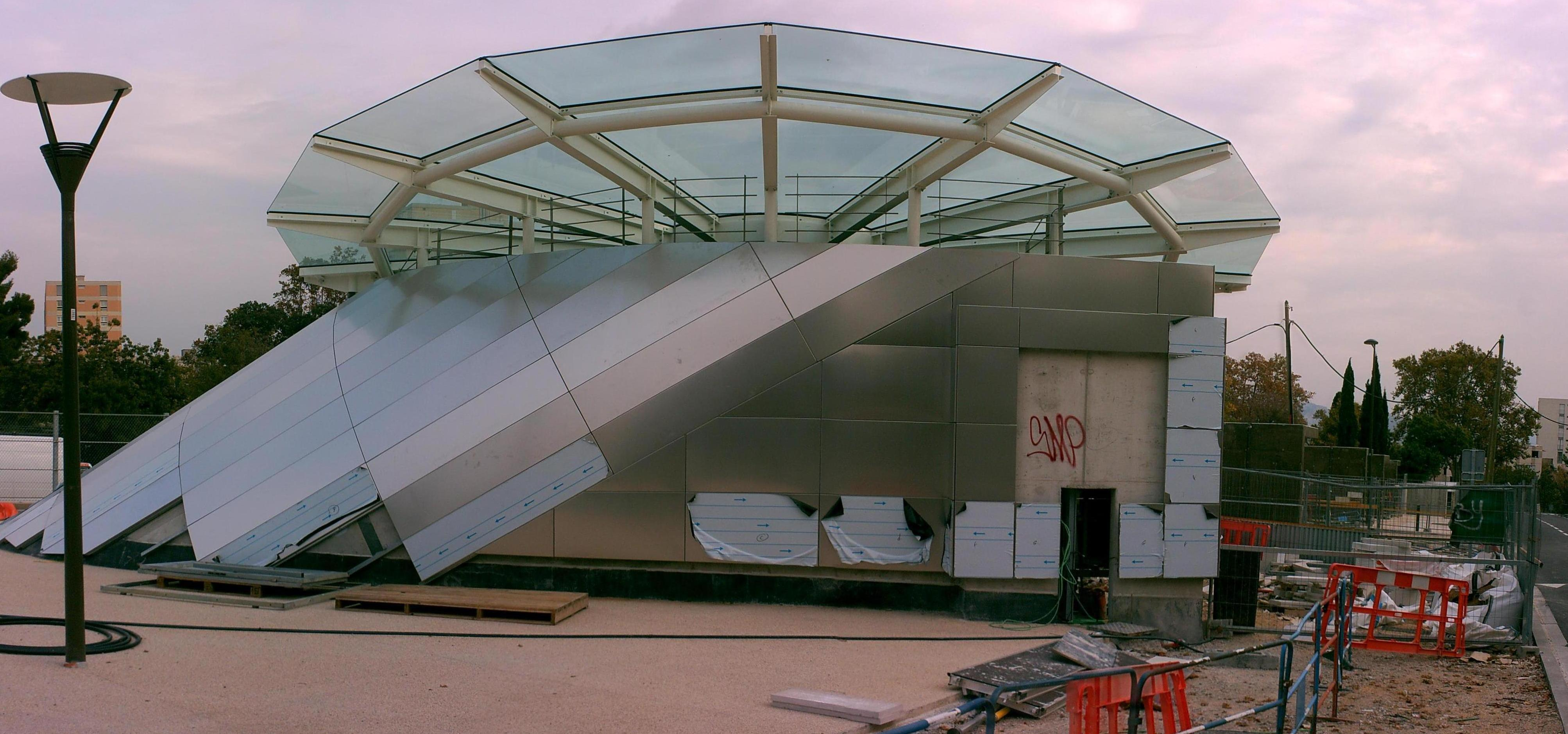
Édicule de la station en construction vue vers l'est.
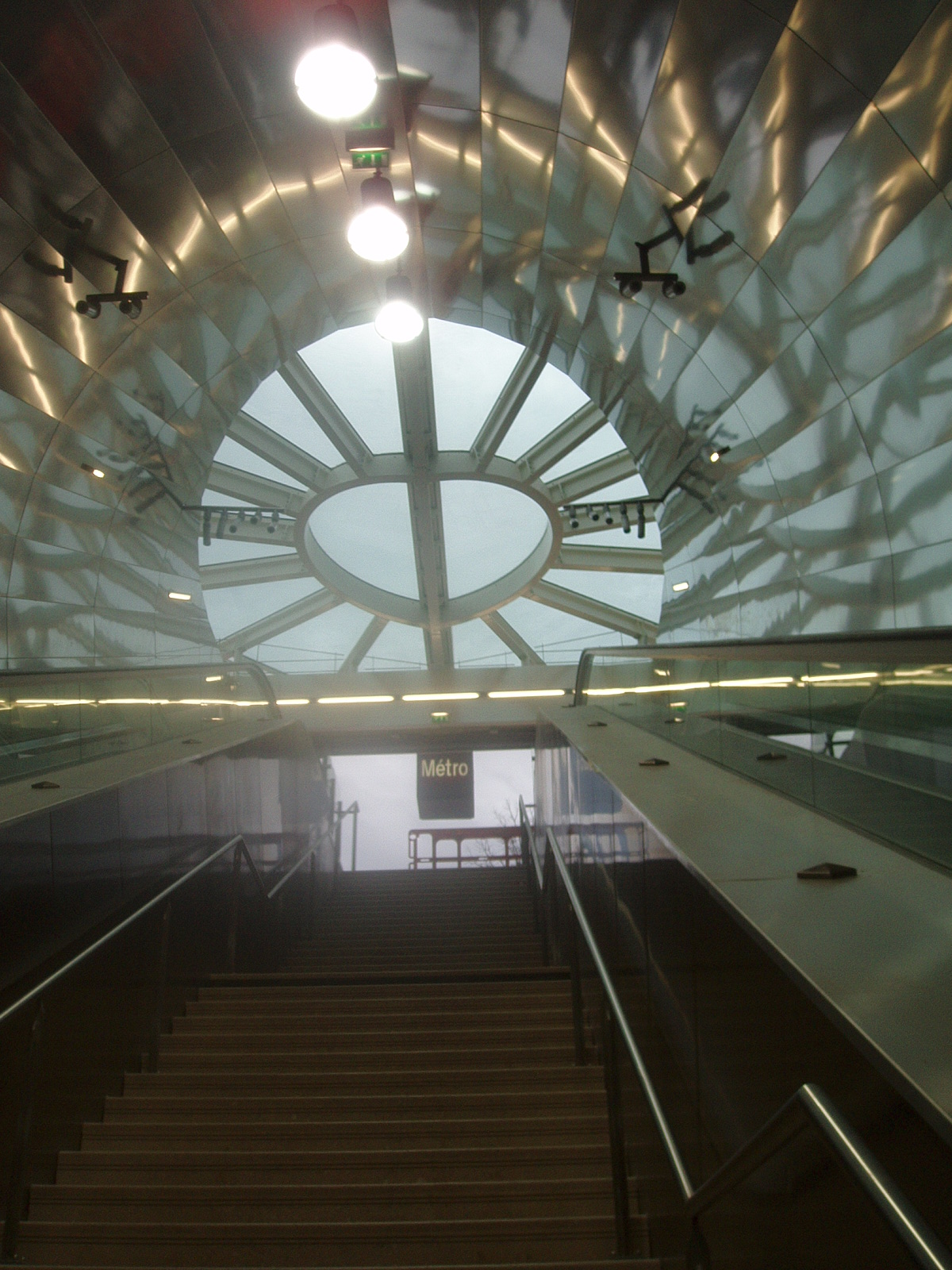
Sortie de la station.
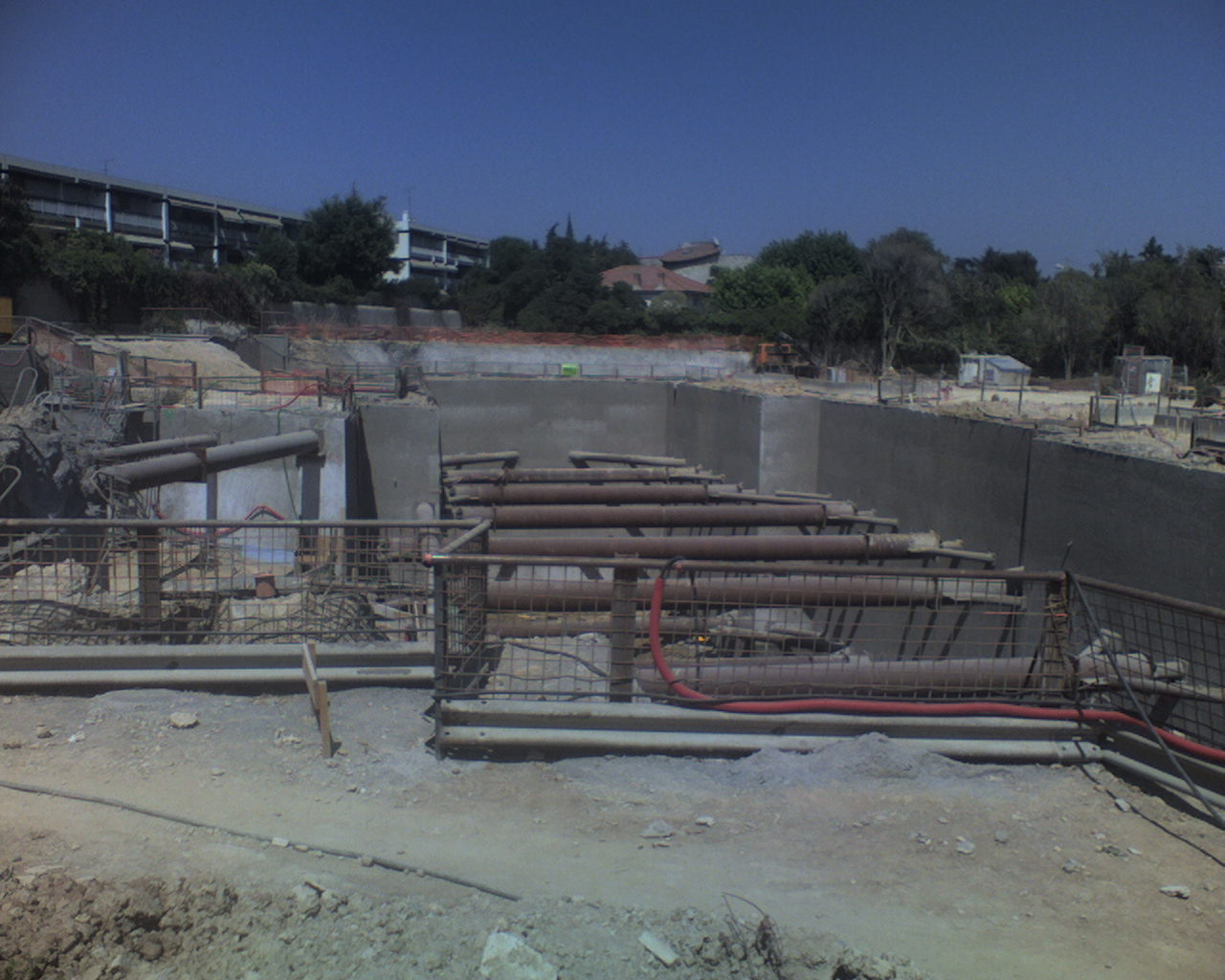
Fouille ouverte de la station.
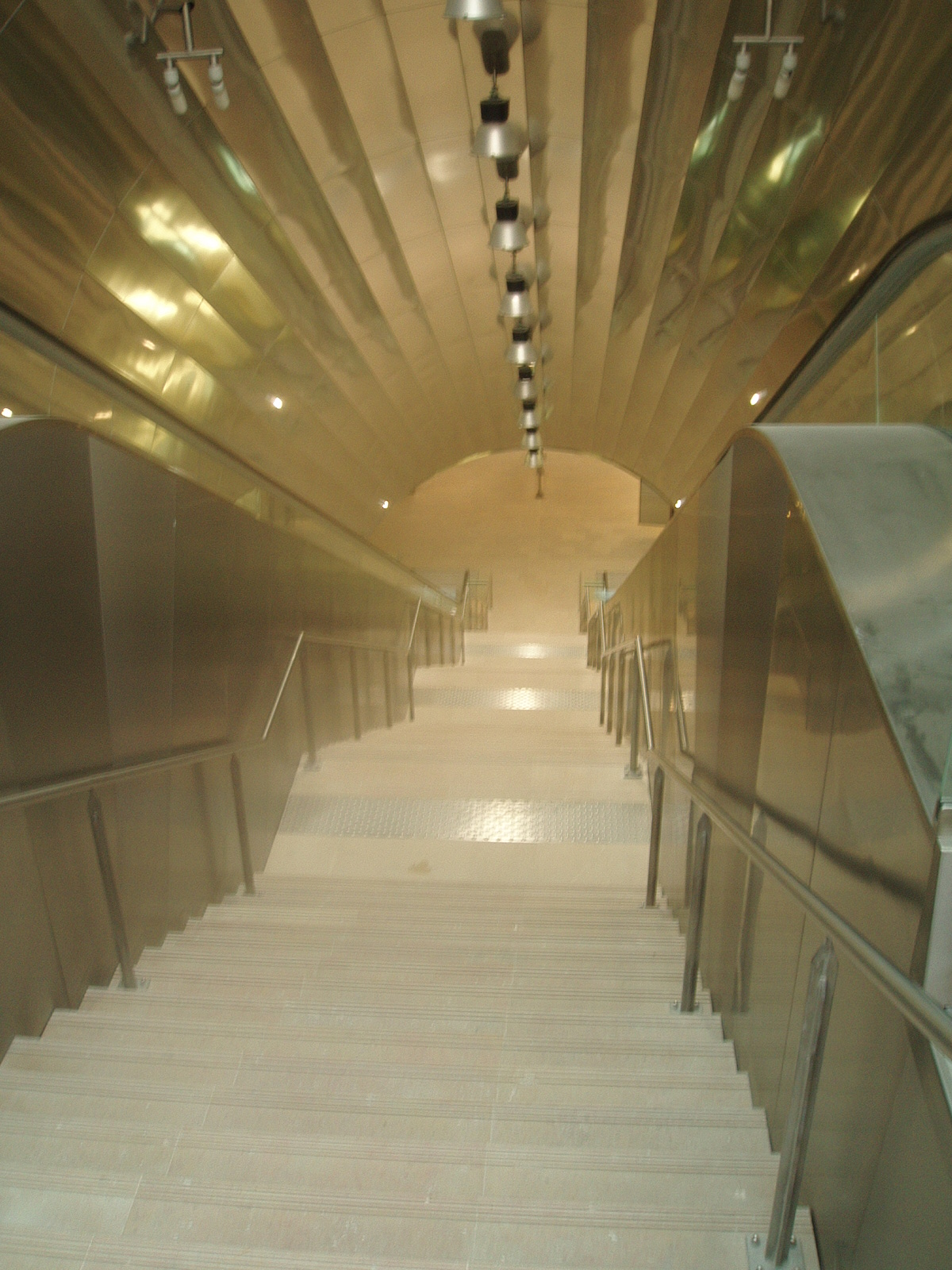
Descente dans la station.
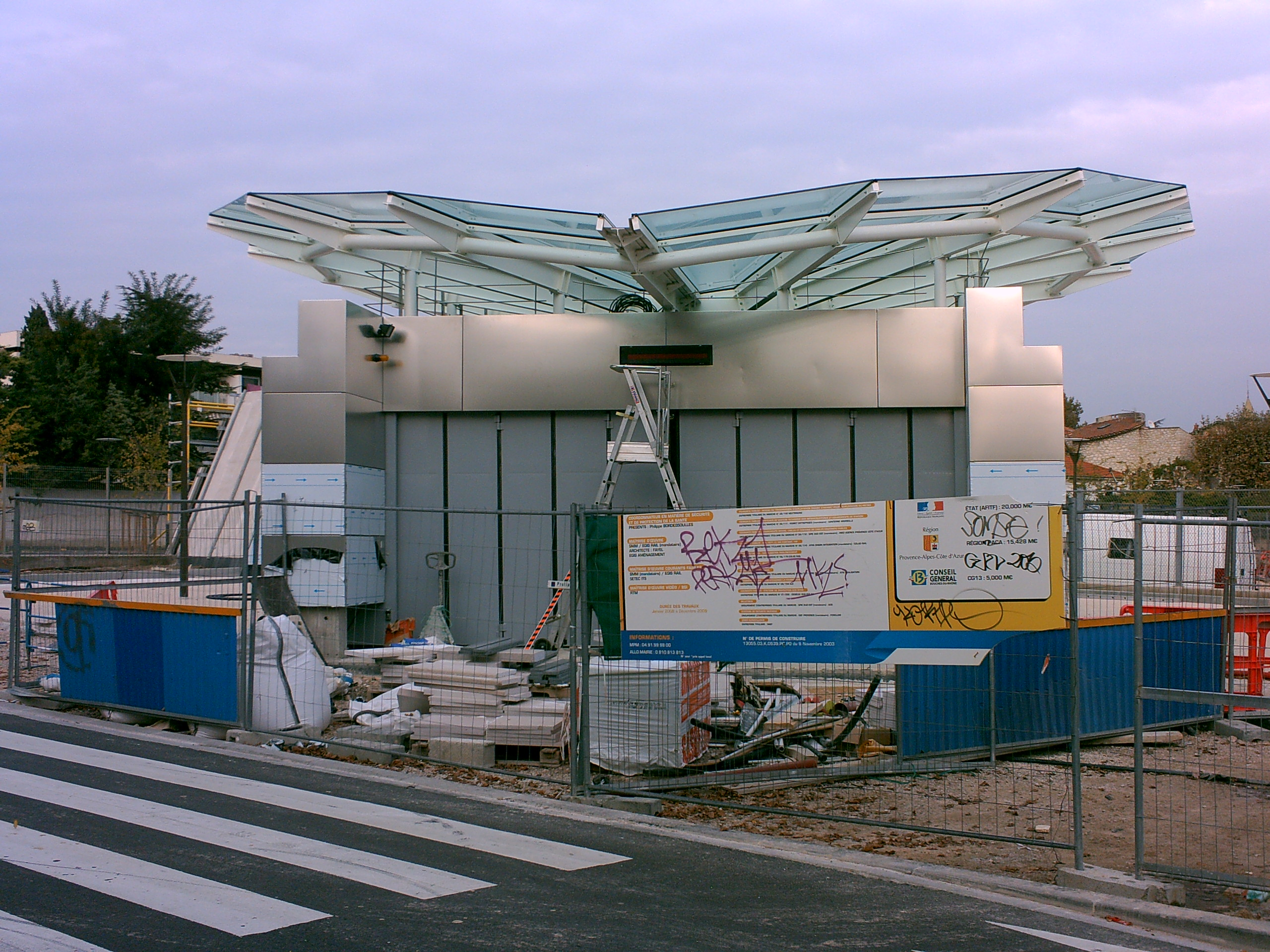
Entrée de la station en travaux.